# Petralia undata
Petralia undata är en mossdjursart som först beskrevs av William MacGillivray 1869.  Petralia undata ingår i släktet Petralia och familjen Petraliidae. Inga underarter finns listade i Catalogue of Life.